# Saltator aurantiirostris
Il beccoforte beccodorato (Saltator aurantiirostris Vieillot, 1817) è un uccello della famiglia Thraupidae, diffuso in America Latina.

## Distribuzione e habitat
La specie è presente in Argentina, Bolivia, Brasile, Cile, Paraguay, Perù e Uruguay; inoltre si trova nelle regioni a sud del Pantanal.
I suoi habitat naturali sono le foreste secche tropicali o subtropicali, le boscaglie secche tropicali o subtropicali (anche ad alta quota) e le foreste degradate.